# Ben Shepherd
Ben Shepherd (nascido Hunter Benedict Shepherd, em 20 de setembro de 1968) é um músico estadunidense mais conhecido como baixista da banda Soundgarden de 1990 até a separação em 1997, e também ter participado da reunião da banda em 2010 até 2017, ao lado de Chris Cornell, Kim Thayil e Matt Cameron.
Shepherd ainda formou ao lado de Matt Cameron o projeto paralelo Hater, no qual era vocalista e guitarrista. O músico ainda colaborou em projetos como o Wellwater Conspiracy (Matt Cameron e John McBain) e o Desert Sessions.

## Vida pessoal
Shepherd tem dois filhos. Ele também é um dos donos de um bar em Seattle chamado Hazelwood.
Em agosto de 2010, em entrevista para a Spin Magazine, disse estar passando por dificuldades e dormindo no sofá de casas de amigos.

## Discografia

### HBS
- In Deep Owl (2013)

### 600 School
- Live recording (circa 1982)

### March of Crimes
- Fairweather Friend demo (gravada em 1984)

### Tic Dolly Row
- Live recording (1987)

### Soundgarden
- Badmotorfinger (1991)
- Superunknown (1994)
- Songs from the Superunknown (1995)
- Down on the Upside (1996)
- A-Sides (1997)
- Telephantasm (2010)
- Live on I-5 (2011)
- King Animal (2012)

### Hater
- Hater (1993) - vocais, guitarra[5]
- "Convicted", canção gravada para Hempilation: Freedom Is NORML (1995) - vocais, guitarra[1]
- The 2nd (2005) - vocais, guitarra, piano

### Wellwater Conspiracy
- Declaration of Conformity (1997) - vocais[5]

### With Mark Lanegan
- I'll Take Care of You (1999) - baixo[1]
- Field Songs (2001) - guitarra, violão, baixo, piano, vocais, Lap Steel Guitar; compôs faixa 10: "Blues for D"[5]

### Ten Commandos
- Ten Commandos (2015)[5]